# Resana
Resana (velenceiül Rexana) település Olaszországban, Veneto régióban, Treviso megyében. Lakosainak száma 9392 fő (2023. január 1.). Resana Castelfranco Veneto, Loreggia, Piombino Dese és Vedelago községekkel határos.

## Népesség
A település népességének változása:
| Lakosok száma | 9490 | 9509 | 9392 |
|               | 2017 | 2018 | 2023 |